# Hermann Ludwig Eichborn
Hermann Ludwig Eichborn (* 30. Oktober 1847 in Breslau; † 15. April 1918 in Gries bei Bozen) war ein deutscher Musiker, Komponist und Autor.

## Leben und Wirken
Der Vater war der angesehene Breslauer Bankier Louis Eichborn aus dem Adelsgeschlecht Eichborn. Hermann Eichborn war in seiner Heimatstadt ab 1858 Schüler des Maria-Magdalenen-Gymnasiums. Zusammen mit dem späteren Neurologen und Psychiater Carl Wernicke bestand er dort 1866 das Abitur. Anschließend studierte er Rechtswissenschaften und promovierte 1870 an der Universität Jena mit der Arbeit Quae in speculi Saxonici juribus inter se pares sint personae, demonstratur. Als er Gerichtsassessor war, verließ er den Staatsdienst und widmete sich ganz der Musik. Der Breslauer Domkapellmeister Moritz Brosig und der Organist Emil Bohn wurden seine Lehrer. 1883 und 1884 kamen drei Opern von ihm zur Uraufführung. Eichborn war ein exzellenter Hornist und Trompeter, experimentierte handwerklich mit Blasinstrumenten, komponierte und war als Dirigent und Musikschriftsteller tätig. Er befasste sich als erster neuzeitlicher Forscher mit der Geschichte der Blechblasinstrumente, speziell der Trompete. Der Musikwissenschaftler Edward H. Tarr urteilt: Heutige Trompetenforscher tun gut daran, Eichborn wieder zur Hand zu nehmen, denn es ist erstaunlich, wie umfassend gebildet er war und was er schon alles wusste. Von Breslau ging Eichborn 1890 für kurze Zeit nach München und 1891 nach Gries bei Bozen in Südtirol, wo er bis zu seinem Tod auf seinem Weingut lebte und arbeitete. Er unterhielt dort ein Privatorchester mit etwa 25 Berufsmusikern.

## Opern
- Drei auf einen Schlag, Oper, Uraufführung Breslau 1883
- Blaue Kinder, Oper, Uraufführung Breslau 1883
- Krummstab, komische Oper, Uraufführung Breslau 1884

## Werke
- Hermann Eichborn: Die Dämpfung beim Horn oder Die musikalische Natur des Horns. Eine akustisch – praktische Studie. Leipzig, 1897.